# Agustín Navarro Zapata
Agustín Navarro Zapata (Fuentelespino de Moya-Cuenca, 1871-rento de Benarruel-Santo Domingo de Moya, 1936). Clérigo español, párroco de la Iglesia de Henarejos (Cuenca), perteneciente a la diócesis de Cuenca, asesinado al comienzo de la guerra civil española (1936-1939).
Fue uno de los 4.184 sacerdotes asesinados en la zona del Frente Popular, víctima de la persecución religiosa desatada en España contra la Iglesia católica.

## Biografía
Nació en Fuentelespino de Moya (Cuenca) ca.1871, hijo de Jacinto y de María Cruz, bautizado en la parroquia de su localidad. Fue el mayor de cinco hermanos, siendo los demás: Andrés-Avelino (1883), maestro; Cayo (1887) y Amado (1890), ambos agricultores y finalmente Secundino (1893), secretario de segunda categoría.
Cursó sus estudios en el Seminario diocesano de Cuenca, ciudad donde también estuvo ejerciendo como párroco. Posteriormente se trasladó a Henarejos, una localidad próxima a su pueblo natal, para estar cerca de su familia y practicar su deporte favorito, la caza, afición que compartía con dos de sus hermanos.
Existen pocos testimonios acerca de su vida como párroco; sin embargo, en un artículo de crónica relativo al pueblo de Henarejos (Cuenca), escrito con motivo de la Fiesta del Árbol, se dice: «Invitado por el señor alcalde, D. Mariano Cañete, y demás autoridades, fue nuestro querido párroco, D. Agustín Navarro Zapata, el que primero nos dirigió la palabra, quien, con la dulzura que le caracteriza, manifestó en elocuentes frases el respeto que desde tiempos muy remotos se le había tenido al árbol, así como las ventajas que reporta». Asimismo, los que le conocieron le definen como muy inocente, no pensaba que alguien pudiera querer hacerle daño, ni tenía conciencia del peligro que corría cuando sobrevino la guerra.
- Precedentes

Al comenzar la guerra civil española (1936-39) dejó su parroquia en Henarejos y se trasladó a Fuentelespino de Moya, donde poseía casa solar, además de familiares y amigos que podían protegerle. De hecho, un hermano suyo -don Secundino Navarro Zapata, era el secretario-interventor del Ayuntamiento de la localidad cuando comenzó la guerra.
Le tuvieron escondido en distintos lugares de su pueblo, primeramente en su casa… Estando allí, un vecino y amigo de la familia avisó a sus parientes de que a él y a otros les habían mandado vigilar la casa del sacerdote; entonces lo trasladaron a una zona del monte próxima al pueblo, desde donde se veía la vivienda. Según testimonio de su sobrino, Secundino Navarro Saiz (Fuentelespino de Moya, 1931): Al poco fueron los que habían mandado vigilar la casa y como no lo encontraron sacaron todo lo que quisieron, ropa, incluso muebles… y allí mismo le pegaron fuego a todo…. Desde donde estaba, el propio sacerdote pudo ver lo sucedido. Cuando bajó, ya por la noche, pudo comprobar el destrozo hecho en su casa. También estuvo escondido en una propiedad de la familia de doña Antonia Navarro Ruescas, hija de don Felipe Navarro Artigot, médico de Ademuz (Valencia). Los vecinos del pueblo sabían que el clérigo estaba escondido por la zona, pero nadie dijo nada ni se metió con él.
- Detención

En la época en que le detuvieron estaba escondido en una casa deshabitada del pueblo, pero le arrestaron en el monte... Según testimonio de Secundino Navarro Saiz: Resulta que un día se fue con unos sobrinos de su ama de llaves, a cortar colmenas a la Hoya Gutiérrez, una partida a varios kilómetros…, entre Fuentelespino (de Moya) y Santo Domingo (de Moya). Estando allí, para distraerse un poco pensó en cazar y mandó a uno de los resobrinos al pueblo, para pedir a mi padre que le diera la escopeta y el perro. Cuando mi padre se enteró de que su hermano se había ido al monte se enfadó mucho y corrió a buscarle… Pero sucedió que estado allí mi tío (…), se acercó un leñador de Santo Domingo, que fue a pedir agua… Y entonces fue cuando vio a mi tío… Mi tío Agustín era muy conocido en la zona, le llamaban «el cura manchado», por una cicatriz roja que tenía en un lado de la cara… Parece que se la había hecho de pequeño, al quemarse durante el matacerdo o haciendo el frito, que se cayó y se quemó. El caso es que el leñador dio parte al Comité de Santo Domingo y enseguida fueron a buscarle… Vinieron como fieras, lo agarraron y se lo llevaron. Cuando mi padre llegó ya no estaba….
Los que detuvieron al sacerdote le condujeron a Santo Domingo y le subieron al castillo; según el secretario del Ayuntamiento de entonces, le hicieron padecer lo que quisieron. Le mandaron sacar cosas de una iglesia, maderas o lo que fuera y no sé cuántas perrerías. Allí lo tuvieron un tiempo, él pedía agua para beber, pero ni agua le daban… Después se lo llevaron y lo entregaron a los de Ademuz….
- Martirio y primer enterramiento

Según testimonio de Estanislao Zaragoza Ventura (Santo Domingo de Moya, 1917): Recuerdo lo que se dijo entonces, que un grupo de gente de aquí se enteraron que el cura estaba cortando miel con unos familiares y fueron a buscarle. No sé cómo le llamaban al hombre ni de dónde era párroco… Sólo sé que lo subieron al castillo de Moya y allí le tuvieron al sol, esto sería en agosto o septiembre; no le daban agua, ni espantarse las moscas le dejaban… No sé qué más judiadas le harían, pero después se lo llevaron y lo mataron en el rento de Benarruel, yendo por el Pinar Llano… Esto es lo que se comentó que le hicieron, pero yo no lo vi….
Según testimonio de Secundino Navarro Saiz: Los de Ademuz lo condujeron hacia esa parte del Pinar Llano, por encima de Negrón (Vallanca), donde el rento de Benarruel, allí lo mataron. Lo mataron y lo dejaron allí tirado, medio enterrado…. 
Según testimonio de Felipe Férriz Adalid (Negrón-Vallanca, 1935), hijo de Eleuterio y de Victoria, renteros en Benarruel, lo mataron y los enterraron por allí, más acá del rento, junto a un pino grande que había. Pero lo enterraron de mala manera, porque José Domingo, el otro rentero que había, le dijo a mi padre: Me voy a ver si entierro mejor al cura, porque le asoman las manos… Fue y le echó algo más de tierra encima. No, yo no sé cómo se llamaba el cura ni de dónde era. Cuando acabó la guerra fue la familia al rento; se llevaron los restos del cura y pusieron una cruz que estuvo allí muchos años… Después pescaron a unos cuantos de Ademuz que iban en la cuadrilla que mató al cura y los aviaron también….
- Exhumación y el enterramiento definitivo

Según testimonio de Secundino Navarro Saiz, después de la guerra la familia fue a buscar los restos del sacerdote: … fuimos a buscarle, mis padres, mis tíos y yo… Yo tenía entonces unos 8 años, pero me acuerdo perfectamente. Llevamos un par de carros con mulas y un cajón de muerto de los que se hacían entonces en los pueblos. El rentero que lo había enterrado nos indicó donde estaba. Porque la familia sabía que estaba enterrado en el rento, pero desconocía el lugar exacto. Sacamos lo que quedaba de él y nos trajimos los restos al cementerio de Fuentelespino, donde está enterrado. Lo enterramos en el panteón familiar de doña Antonia Navarro….

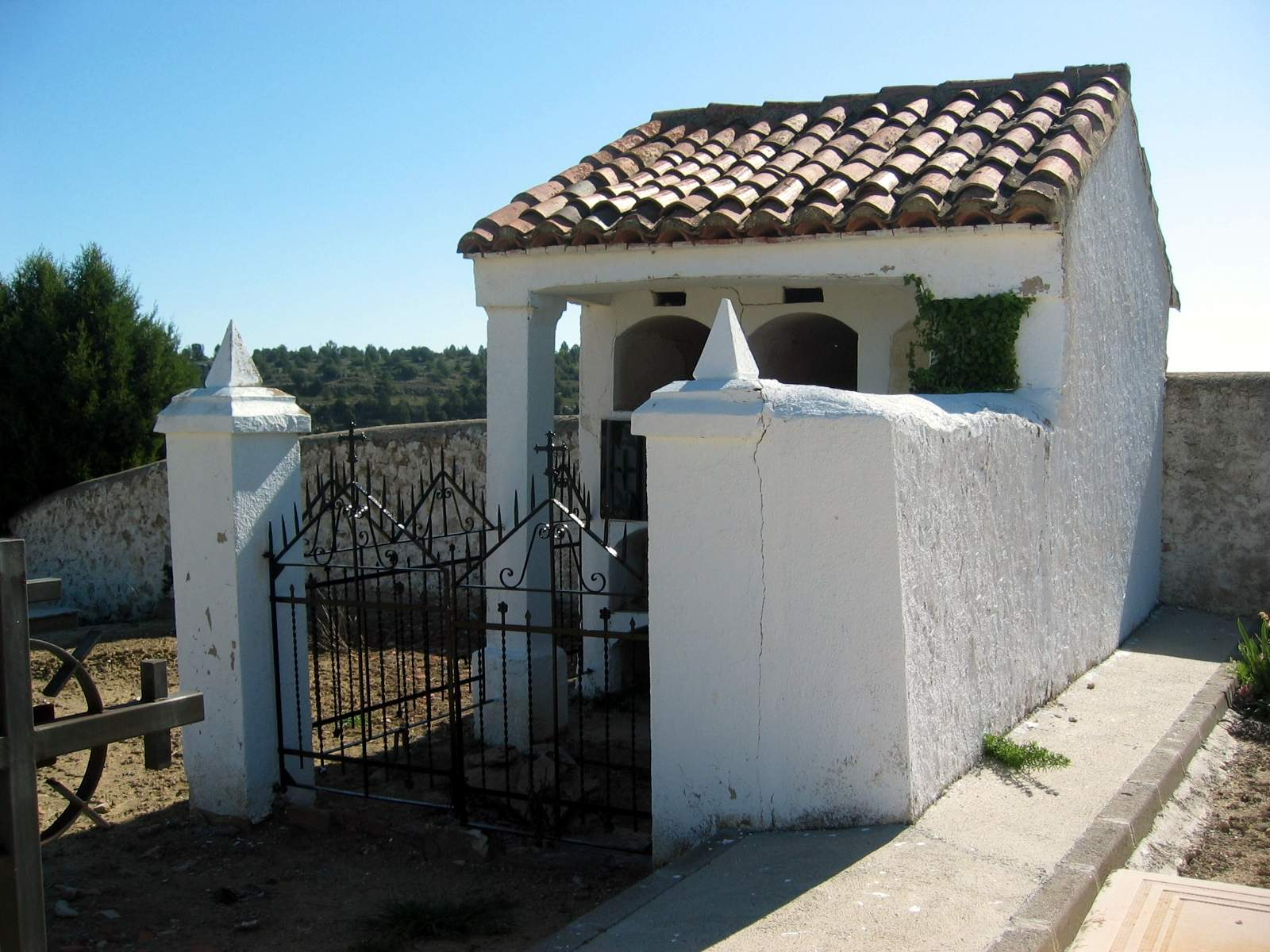
Detalle de panteón en el cementerio de Fuentelespino de Moya (Cuenca), donde se hallan inhumados los restos de don Agustín Navarro Zapata, sacerdote asesinado en 1936.

Con motivo de la exhumación y definitivo enterramiento de los restos mortales del sacerdote en Fuentelespino de Moya (Cuenca), se procedió a levantar un Acta de exhumación en el Registro Civil de la localidad, con fecha de 14 de octubre de 1939, donde se dice de la defunción de D. Agustín Navarro Zapata,/ de sesenta y cinco años, natural de esta villa, provincia de Cuenca, hijo de Jacinto y de María Cruz, domiciliado en la calle de las Tres Marías, sacerdote, asesinado por la horda roja en el rento denominado Benarruel (Moya), el día 31 de agosto de 1936, a consecuencia de dicho fusilamiento, según resulta del certificado del Sr. Inspector de Sanidad Gobierno Civil de 17 de agosto de 1939 y reconocimiento practicado, y su cadáver habrá de recibir sepultura en el Cementerio de esta Villa….
El texto de la lápida del sacerdote asesinado, ubicada en un panteón del cementerio municipal de Fuentelespino de Moya (Cuenca), dice: «D.O.M./ D. AGUSTÍN/ NAVARRO/ ZAPATA/ PRESBÍTERO/ FUE ASESINADO/ EL 30 DE AGOSTO DE 1936/ POR LAS ORDAS (sic)/ ROJAS/ SU PRIMA ANASTASIA/ LE DEDICA ESTE RECUERDO». Cuando murió, el clérigo tenía sobre 65 años.

## Otros clérigos víctimas de la guerra civil en la zona
- Además de Agustín Navarro Zapata, en la zona del Rincón de Ademuz y entorno comarcal fueron asesinados otros sacerdotes, entre los que se hallan: Blas Mañes Palomar (1869-1936), natural de Alcublas (Valencia), rector de la Iglesia Arciprestal de San Pedro y San Pablo de Ademuz (Valencia), que fue muerto en La Huérguina (Cuenca) y Ramón Fos Adelantado (1891-1936), natural de Segorbe (Castellón), párroco de Corcolilla (Valencia), que fue muerto en el camino del rento de Barrachina a Casas Bajas (Valencia).[3]